# Tipula blaseri
Tipula blaseri är en tvåvingeart som beskrevs av Alexander 1942. Tipula blaseri ingår i släktet Tipula och familjen storharkrankar. Inga underarter finns listade i Catalogue of Life.